# Мелетий (Триподакис)
Епископ Мелетий (греч. Επίσκοπος Μελέτιος, в миру Эммануил Триподакис, греч. Εμμανουήλ Τριποδάκης; 2 февраля 1911, Σπηλιά Χανίων — 7 августа 1983, Милбро, Калифорния) — епископ Константинопольской православной церкви, епископ Христианопольский.

## Биография
2 февраля 1935 года епископ Кисамским Анфимом был рукоположён в сан диакона.
В 1940 году окончил богословский факультет Афинского университета.
29 июня 1941 года митрополитом Коринфским Михаилом был рукоположён в сан пресвитера, после чего до 1949 года был клириком и священнопроповедником Коринфской митрополии.
Затем перешел США, где в 1950—1955 годы служил приходским священником в Чикаго, а в 1955—1960 годы — в Сан-Франциско.
30 октября 1960 года был хиротонисан в титулярного епископа Христиановольского, викария Американской архиепископии. Хиротонию совершили: Архиепископ Американский Иаков (Кукузис), митрополит Элейсий Афинагор (Коккинакис), митрополит Тропейский Полиевкт (Финфинис) и епископ Олимпский Димитрий (Макрис). После этого до 1962 года служил главой Третьего (Бостонского) архиепископского округа Американской архиепископии.
В 1968 году назначен главой Четвёртого (Сан-Францисского) архиепископского округа.
В 1979 году уходит на покой.